# Myron Cotta
Myron Joseph Cotta (ur. 21 marca 1953 w Dos Palos, Kalifornia) – amerykański duchowny katolicki, biskup Stockton od 2018.

## Życiorys
Święcenia kapłańskie otrzymał w dniu 12 września 1987 i inkardynowany został do diecezji Fresno. Był m.in. kierownikiem kilku wydziałów kurii biskupiej i jej kanclerzem, wikariuszem biskupim ds. duchowieństwa, wikariuszem generalnym oraz tymczasowym administratorem diecezji.
24 stycznia 2014 papież Franciszek mianował go biskupem pomocniczym Sacramento ze stolicą tytularną Muteci. Sakry udzielił mu 25 marca 2014 ordynariusz Sacramento - biskup Jaime Soto. W diecezji objął urząd wikariusza generalnego.
23 stycznia 2018 został mianowany biskupem ordynariuszem diecezji Stockton, zaś 15 marca 2018 kanonicznie objął urząd.